# Горы (Калужская область)
Горы — деревня в Спас-Деменском районе Калужской области России. Входит в состав сельского поселения «Деревня Нестеры».

## География
Деревня находится в западной части Калужской области, в зоне хвойно-широколиственных лесов, в пределах Барятинско-Сухиничской равнины, к востоку от реки Грохот, к югу от автодороги 29К-026, на расстоянии примерно 21 километра (по прямой) к западу от города Спас-Деменска, административного центра района. Абсолютная высота — 214 метров над уровнем моря.

### Климат
Климат характеризуется как умеренно континентальный, с тёплым летом и умеренно холодной снежной зимой. Среднегодовая многолетняя температура воздуха составляет 4 — 4,6 °С. Средняя температура воздуха самого тёплого месяца (июля) — 18,3 °C (абсолютный максимум — 39 °C); самого холодного (января) — −8,9 °C (абсолютный минимум — −42 °C). Безморозный период длится в среднем 149 дней. Среднегодовое количество атмосферных осадков составляет около 650 мм, из которых большая часть (441 мм) выпадает в период с апреля по октябрь. Снежный покров держится в течение 130—145 дней.

### Часовой пояс
Деревня Горы, как и вся Калужская область, находится в часовой зоне МСК (московское время). Смещение применяемого времени относительно UTC составляет +3:00.

## Население
| 2002 | 2007 | 2010 |
| ---- | ---- | ---- |
| 15   | ↘7   | ↗8   |

### Половой состав
По данным Всероссийской переписи населения 2010 года в гендерной структуре населения мужчины составляли 25 %, женщины — соответственно 75 %.

### Национальный состав
Согласно результатам переписи 2002 года, в национальной структуре населения русские составляли 100 %.